# Den tid på året
Den tid på året er en dansk spillefilm fra 2018 instrueret af Paprika Steen.

## Handling
Hjemme hos Katrine og Mads, en helt almindelig familie med et par teenagebørn, skal man i år atter forsøge at samle hele familien om en traditionsrig juleaften med salmesang og andesteg. På en aften som denne skal der være plads til alle, både de fraskilte forældre, den yngste søster og hendes nye mand og ikke mindst familiens teenagedatter, der kæmper for at få sin mors opmærksomhed. Under overfladen lurer eksplosionen, der er ligeså antændelig som et tørt grantræ, og da sandhederne begynder at fyge henover bordet, brister enhver illusion om julefreden, som folk så inderligt insisterer på.

## Medvirkende
- Paprika Steen som Katrine
- Jacob Lohmann som Mads
- Sofie Gråbøl som Barbara
- Lars Brygmann som Torben
- Fanny Leander Bornedal som Maria
- Patricia Schumann som Patricia
- Karen-Lise Mynster som Gunna
- Lars Knutzon som Poul
- Sofus Søndergaard Mikkelsen som Adam
- Mikas Maximus Dalhoff Christiansen som Jens-Peter